# Volby do Zastupitelstva města Třebíče 2010
Volby do Zastupitelstva města Třebíče se konaly v rámci komunálních voleb 15. a 16. října 2010.
Území města bylo rozděleno na 39 volebních okrsků. Zvoleno bylo celkem 27 zastupitelů. Voleb se zúčastnilo 13 280 voličů, což představuje 43,08% oprávněných voličů.
Volby vyhrála ČSSD, na druhém místě se umístilo místní hnutí Heřman zpátky na radnici! a třetí byla KSČM. ODS, která vyhrála minulé volby, se propadla až na šesté místo. Pětiprocentní klauzuli nutnou pro vstup do zastupitelstva překonalo celkem 10 politických subjektů, pouze 2 se do zastupitelstva nedostaly.

## Výsledky voleb
| Strana                              | Strana                             | Lídr              | Kandidáti | Hlasy   | %      | +/−      | Mandáty | +/−  |
|                                     | Česká strana sociálně demokratická | Vladimír Malý     | 27        | 49 872  | 14,93  | +0,79 ▲  | 5       | +1 ▲ |
|                                     | Heřman zpátky na radnici!          | Pavel Heřman      | 27        | 43 738  | 13,09  | −4,99 ▼  | 4       | −1 ▼ |
|                                     | Komunistická strana Čech a Moravy  | Danuše Milotová   | 27        | 39 579  | 11,85  | −4,79 ▼  | 3       | −2 ▼ |
|                                     | Pro Třebíč                         | Pavel Pacal       | 27        | 34 074  | 10,20  | —        | 3       | —    |
|                                     | TOP 09                             | Pavel Svoboda     | 27        | 28 416  | 8,50   | —        | 2       | —    |
|                                     | Občanská demokratická strana       | Ivo Uher          | 27        | 27 687  | 8,29   | −11,77 ▼ | 2       | −4 ▼ |
|                                     | KDU-ČSL a nezávislí                | Jan Karas         | 27        | 26 941  | 8,06   | −1,13 ▼  | 2       | ±0 ▬ |
|                                     | Břehy                              | Milan Zeibert     | 27        | 25 904  | 7,75   | −3,94 ▼  | 2       | −1 ▼ |
|                                     | Věci veřejné                       | Martin Svoboda    | 27        | 25 479  | 7,63   | —        | 2       | —    |
|                                     | Třebíč - můj domov                 | Marie Černá       | 27        | 25 031  | 7,49   | —        | 2       | —    |
|                                     | Suverenita - blok Jany Bobošíkové  | Martina Kršňáková | 27        | 5 686   | 1,70   | —        | 0       | —    |
|                                     | Volte Pravý Blok www.cibulka.net   | Antonín Zejda     | 17        | 1 729   | 0,52   | −0,12 ▼  | 0       | ±0 ▬ |
| Celkem                              | Celkem                             | Celkem            | 314       | 334 136 | 100,00 | —        | 27      | —    |
| Zdroj: Český statistický úřad (ČSÚ) |                                    |                   |           |         |        |          |         |      |